# Arthrostylidium schomburgkii
Arthrostylidium schomburgkii är en gräsart som först beskrevs av John Johannes Joseph Bennett, och fick sitt nu gällande namn av William Munro. Arthrostylidium schomburgkii ingår i släktet Arthrostylidium och familjen gräs.
Artens utbredningsområde är Guyana. Inga underarter finns listade i Catalogue of Life.